# Silnice I/6

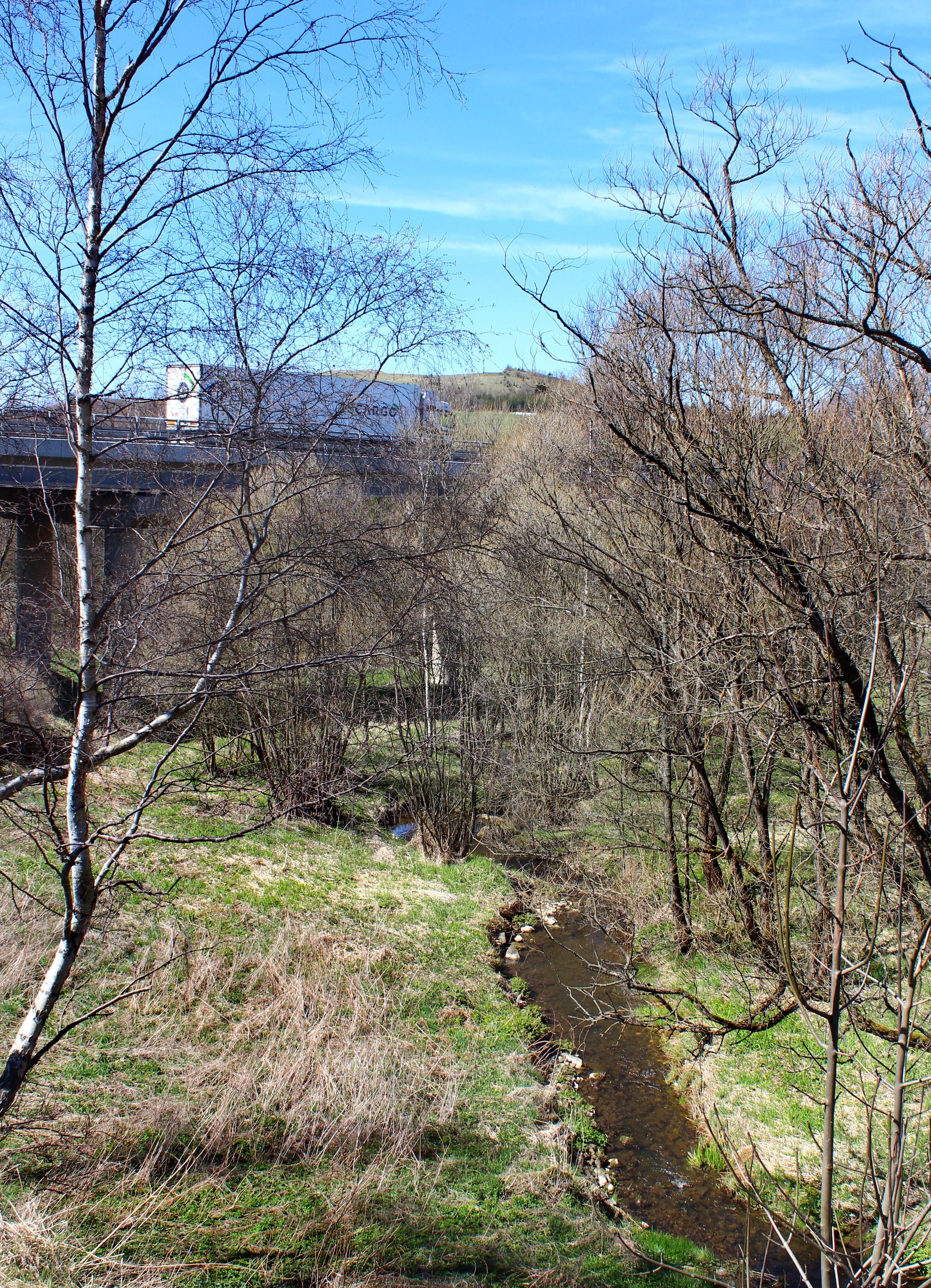
Lomnický potok podchází silnici I/6 u Horních Tašovic

Silnice I/6 je česká silnice I. třídy vedoucí z Prahy přímo na západ, přes Řevničov, Karlovy Vary a Cheb na hraniční přechod Pomezí nad Ohří (do Německa). Je dlouhá 94,634 km a je po ní vedena evropská silnice E48. Postupně je nahrazována úseky dálnice D6 a převáděna na silnici II/606.

## Trasa
Silnice I/6 začínala na křížení s dálnicí D0 (Pražským okruhem) a napojení na dálnici D6. Před jejím dokončením byla využívána časově náročná trasa přes Hostivici a Jeneč a před rokem 1989 se na silnici I/6 bylo možné napojit až u Nového Strašecí po průjezdu Velkou Dobrou, Tuchlovicemi a Kamennými Žehrovicemi. Tento úsek byl postupně degradován na silnici II/606 a dnes je využíván lokální dopravou. Za Krušovicemi přechází nedokončená D6 ve státní silnici I/6.
Silnice I/6 dnes začíná na provizorním konci dálnice D6 u Krušovic, prochází obcemi Krupá, Hořesedly, Hořovičky, nedaleko Kolešova se kříží se silnicí I/27 z Mostu do Plzně a přechází na území Ústeckého kraje, kde prochází obcí Petrohrad a před Lubencem navazuje na provizorní začátek dálnice D6. Na hranici Ústeckého a Karlovarského kraje v místě provizorního ukončení dálnice D6 začíná další úsek silnice I/6, následují rovné úseky kolem Žlutic, Bochova a táhlé klesání před Karlovými Vary. Zde přišel v roce 2004 o život hokejový trenér Ivan Hlinka.
Mezi Karlovými Vary a Chebem byla opět silnice I/6 nahrazena dálnicí D6. Z Chebu navazuje silnice I/6 ke státní hranici s Německem, kde pokračuje pod označením 303. Silnicí I/6 prochází mezinárodní trasa E48, která končí v německém Schweinfurtu. Délka historické silnice I/6 (E48) na území České republiky byla 181 km (Pomezí nad Ohří – Praha), délka vlastní mezinárodní silnice E48 je zhruba 350 km (Schweinfurt – Praha).

## Historie
Původní silnice byla vybudována v letech 1792 – 1844 jako obchodní cesta z Prahy do Chebu a dále do Norimberka. V okolí silnice je několik pamětihodností – Kamenné řady Kounov, obec Ležky, kde měl vojenské ležení Jan Žižka, zámek Valeč, zřícenina Andělská hora, královský pivovar Krušovice a samozřejmě historická města Karlovy Vary a Cheb. Vedle silnice I/8 a dálnice D5 tvoří důležitou spojnici se Spolkovou republikou Německo. Dlouhodobě se řeší nahrazení celé délky silnice I/6 dálnicí D6. V roce 2022 začala stavba úseku D6 Krupá, přeložka.